# Leichtathletik-Weltmeisterschaften 2017/Teilnehmer (Ruanda)
| Gelbes Symbol für Goldmedaillen mit stilisierten Olympischen Ringen | Graues Symbol für Silbermedaillen mit stilisierten Olympischen Ringen | Braundes Symbol für Bronzemedaillen mit stilisierten Olympischen Ringen |
| ------------------------------------------------------------------- | --------------------------------------------------------------------- | ----------------------------------------------------------------------- |
| —                                                                   | —                                                                     | —                                                                       |

Von Ruanda wurde eine Athletin für die Weltmeisterschaften in London nominiert.

## Ergebnisse

### Frauen

#### Laufdisziplinen
| Athletin            | Disziplin | Vorlauf | Vorlauf | Halbfinale | Halbfinale | Finale          | Finale |
| Athletin            | Disziplin | Zeit    | Platz   | Zeit       | Platz      | Zeit            | Platz  |
| ------------------- | --------- | ------- | ------- | ---------- | ---------- | --------------- | ------ |
| Salome Nyirarukundo | 10.000 m  |         |         |            |            | 32:45,95 min SB | 25     |